# Paryż-Nicea 2019
77. edycja wyścigu kolarskiego Paryż-Nicea, która odbyła się w dniach 10-17 marca 2019 roku. Liczyła osiem etapów, o łącznym dystansie 1206 km. Wyścig ten zaliczany był do UCI World Tour 2019.

## Uczestnicy

### Drużyny
W wyścigu wzięło udział 23 ekip: osiemnaście drużyn należących do UCI WorldTeams i pięć zespołów zaproszonych przez organizatorów z tzw. "dziką kartą" należących do UCI Professional Continental Teams.
| WorldTeams (18)- AG2R La Mondiale - Astana - Bahrain-Merida - Bora-hansgrohe - CCC Team - Deceuninck-Quick Step - Dimension Data - EF Education First - Groupama-FDJ - Team Jumbo-Visma - Katusha-Alpecin - Lotto Soudal - Mitchelton-Scott - Movistar Team - Sky - Team Sunweb - Trek-Segafredo - UAE Team Emirates Professional continental teams (5)- Arkéa-Samsic - Cofidis, Solutions Crédits - Delko-Marseille Provence - Direct Énergie - Vital Concept-B&B Hotels |
| |

### Lista startowa
| Movistar Team MOV | Movistar Team MOV      | Movistar Team MOV |
| ----------------- | ---------------------- | ----------------- |
| Nr                | Kolarz                 | Miejsce           |
| 1                 | Marc Soler (ESP)       | 50.               |
| 2                 | Winner Anacona (COL)   | 33.               |
| 3                 | Héctor Carretero (ESP) | 77.               |
| 4                 | Imanol Erviti (ESP)    | 80.               |
| 5                 | Nairo Quintana (COL)   | 2.                |
| 6                 | Jürgen Roelandts (BEL) | 94.               |
| 7                 | Rafael Valls (ESP)     | DNF-6             |

| Mitchelton-Scott MTS | Mitchelton-Scott MTS         | Mitchelton-Scott MTS |
| -------------------- | ---------------------------- | -------------------- |
| Nr                   | Kolarz                       | Miejsce              |
| 11                   | Simon Yates (GBR)            | 25.                  |
| 12                   | Jack Bauer (NZL)             | 97.                  |
| 13                   | Esteban Chaves (COL)         | 51.                  |
| 14                   | Jack Haig (AUS)              | 4.                   |
| 15                   | Luka Mezgec (SLO)            | DNF-8                |
| 16                   | Mikel Nieve (ESP)            | 56.                  |
| 17                   | Matteo Trentin (ITA) (szosa) | 39.                  |

| Astana AST | Astana AST                   | Astana AST |
| ---------- | ---------------------------- | ---------- |
| Nr         | Kolarz                       | Miejsce    |
| 21         | Miguel Ángel López (COL)     | 28.        |
| 22         | Laurens De Vreese (BEL)      | 89.        |
| 23         | Hugo Houle (CAN)             | 23.        |
| 24         | Gorka Izagirre (ESP) (szosa) | DNF-2      |
| 25         | Ion Izagirre (ESP)           | 21.        |
| 26         | Magnus Cort Nielsen (DEN)    | 71.        |
| 27         | Luis León Sánchez (ESP)      | 9.         |

| Lotto-Soudal LTS | Lotto-Soudal LTS      | Lotto-Soudal LTS |
| ---------------- | --------------------- | ---------------- |
| Nr               | Kolarz                | Miejsce          |
| 31               | Caleb Ewan (AUS)      | DNS-7            |
| 32               | Jasper De Buyst (BEL) | DNF-1            |
| 33               | Thomas De Gendt (BEL) | 58.              |
| 34               | Adam Hansen (AUS)     | 68.              |
| 35               | Roger Kluge (GER)     | DNF-8            |
| 36               | Nikolas Maes (BEL)    | 100.             |
| 37               | Maxime Monfort (BEL)  | 30.              |

| Bahrain-Merida TBM | Bahrain-Merida TBM        | Bahrain-Merida TBM |
| ------------------ | ------------------------- | ------------------ |
| Nr                 | Kolarz                    | Miejsce            |
| 41                 | Domenico Pozzovivo (ITA)  | 26.                |
| 42                 | Sonny Colbrelli (ITA)     | 49.                |
| 43                 | Iván García Cortina (ESP) | 46.                |
| 44                 | Heinrich Haussler (AUS)   | 60.                |
| 45                 | Kristijan Koren (SLO)     | 69.                |
| 46                 | Domen Novak (SLO)         | DNF-3              |
| 47                 | Dylan Teuns (BEL)         | 17.                |

| Bora-Hansgrohe BOH | Bora-Hansgrohe BOH        | Bora-Hansgrohe BOH |
| ------------------ | ------------------------- | ------------------ |
| Nr                 | Kolarz                    | Miejsce            |
| 51                 | Patrick Konrad (AUT)      | 36.                |
| 52                 | Sam Bennett (IRL)         | DNF-7              |
| 53                 | Jean-Pierre Drucker (LUX) | DNF-8              |
| 54                 | Felix Großschartner (AUT) | 12.                |
| 55                 | Christoph Pfingsten (GER) | DNF-8              |
| 56                 | Paweł Poljański (POL)     | 47.                |
| 57                 | Michael Schwarzmann (GER) | DNF-8              |

| AG2R La Mondiale ALM | AG2R La Mondiale ALM    | AG2R La Mondiale ALM |
| -------------------- | ----------------------- | -------------------- |
| Nr                   | Kolarz                  | Miejsce              |
| 61                   | Romain Bardet (FRA)     | 5.                   |
| 62                   | Mikaël Cherel (FRA)     | 22.                  |
| 63                   | Benoît Cosnefroy (FRA)  | 79.                  |
| 64                   | Mathias Frank (SUI)     | DNF-7                |
| 65                   | Tony Gallopin (FRA)     | DNS-8                |
| 66                   | Oliver Naesen (BEL)     | 13.                  |
| 67                   | Stijn Vandenbergh (BEL) | 61.                  |

| Team Sky SKY | Team Sky SKY                     | Team Sky SKY |
| ------------ | -------------------------------- | ------------ |
| Nr           | Kolarz                           | Miejsce      |
| 71           | Egan Bernal (COL)                | 1.           |
| 72           | Tao Geoghegan Hart (GBR)         | 32.          |
| 73           | Sebastián Henao (COL)            | 57.          |
| 74           | Michał Kwiatkowski (POL) (szosa) | 3.           |
| 75           | Jhonatan Narváez (ECU)           | 81.          |
| 76           | Luke Rowe (GBR)                  | 104.         |
| 77           | Iván Sosa (COL)                  | 41.          |

| UAE Team Emirates UAD | UAE Team Emirates UAD    | UAE Team Emirates UAD |
| --------------------- | ------------------------ | --------------------- |
| Nr                    | Kolarz                   | Miejsce               |
| 81                    | Sergio Henao (COL)       | 31.                   |
| 82                    | Fabio Aru (ITA)          | DNF-3                 |
| 83                    | Sven Erik Bystrøm (NOR)  | 99.                   |
| 84                    | Alexander Kristoff (NOR) | DNS-8                 |
| 85                    | Marco Marcato (ITA)      | 62.                   |
| 86                    | Rory Sutherland (AUS)    | 113.                  |
| 87                    | Diego Ulissi (ITA)       | DNF-6                 |

| Trek-Segafredo TFS | Trek-Segafredo TFS      | Trek-Segafredo TFS |
| ------------------ | ----------------------- | ------------------ |
| Nr                 | Kolarz                  | Miejsce            |
| 91                 | John Degenkolb (GER)    | 75.                |
| 92                 | Julien Bernard (FRA)    | 34.                |
| 93                 | Giulio Ciccone (ITA)    | 37.                |
| 94                 | Koen de Kort (NED)      | 85.                |
| 95                 | Alex Kirsch (LUX)       | 76.                |
| 96                 | Jarlinson Pantano (COL) | 54.                |
| 97                 | Edward Theuns (BEL)     | 35.                |

| Groupama-FDJ GFC | Groupama-FDJ GFC          | Groupama-FDJ GFC |
| ---------------- | ------------------------- | ---------------- |
| Nr               | Kolarz                    | Miejsce          |
| 101              | Arnaud Démare (FRA)       | 70.              |
| 102              | Jacopo Guarnieri (ITA)    | 102.             |
| 103              | Ignatas Konovalovas (LTU) | 88.              |
| 104              | Olivier Le Gac (FRA)      | 84.              |
| 105              | Valentin Madouas (FRA)    | 11.              |
| 106              | Rudy Molard (FRA)         | 7.               |
| 107              | Ramon Sinkeldam (NED)     | 108.             |

| Deceuninck-Quick Step DQT | Deceuninck-Quick Step DQT       | Deceuninck-Quick Step DQT |
| ------------------------- | ------------------------------- | ------------------------- |
| Nr                        | Kolarz                          | Miejsce                   |
| 111                       | Bob Jungels (LUX) (szosa i ITT) | 8.                        |
| 112                       | Tim Declercq (BEL)              | 64.                       |
| 113                       | Philippe Gilbert (BEL)          | 15.                       |
| 114                       | Fabio Jakobsen (NED)            | DNF-6                     |
| 115                       | Iljo Keisse (BEL)               | 115.                      |
| 116                       | Fabio Sabatini (ITA)            | 103.                      |
| 117                       | Florian Sénéchal (FRA)          | DNF-8                     |

| Katusha-Alpecin TKA | Katusha-Alpecin TKA    | Katusha-Alpecin TKA |
| ------------------- | ---------------------- | ------------------- |
| Nr                  | Kolarz                 | Miejsce             |
| 121                 | Ilnur Zakarin (RUS)    | 10.                 |
| 122                 | Jens Debusschere (BEL) | DNF-7               |
| 123                 | Marco Haller (AUT)     | 93.                 |
| 124                 | Reto Hollenstein (SUI) | 82.                 |
| 125                 | Marcel Kittel (GER)    | DNF-4               |
| 126                 | Nils Politt (GER)      | 48.                 |
| 127                 | Simon Špilak (SLO)     | 59.                 |

| Arkéa-Samsic PCB | Arkéa-Samsic PCB     | Arkéa-Samsic PCB |
| ---------------- | -------------------- | ---------------- |
| Nr               | Kolarz               | Miejsce          |
| 131              | Warren Barguil (FRA) | DNF-2            |
| 132              | Maxime Bouet (FRA)   | DNF-2            |
| 133              | Élie Gesbert (FRA)   | 38.              |
| 134              | André Greipel (GER)  | 95.              |
| 135              | Amaël Moinard (FRA)  | 74.              |
| 136              | Laurent Pichon (FRA) | 83.              |
| 137              | Bram Welten (NED)    | DNF-7            |

| Team Jumbo-Visma TJV | Team Jumbo-Visma TJV        | Team Jumbo-Visma TJV |
| -------------------- | --------------------------- | -------------------- |
| Nr                   | Kolarz                      | Miejsce              |
| 141                  | Dylan Groenewegen (NED)     | DNS-7                |
| 142                  | George Bennett (NZL)        | 6.                   |
| 143                  | Pascal Eenkhoorn (NED)      | 78.                  |
| 144                  | Amund Grøndahl Jansen (NOR) | 87.                  |
| 145                  | Bert-Jan Lindeman (NED)     | 65.                  |
| 146                  | Mike Teunissen (NED)        | 55.                  |
| 147                  | Maarten Wynants (BEL)       | DNF-8                |

| EF Education First EF1 | EF Education First EF1             | EF Education First EF1 |
| ---------------------- | ---------------------------------- | ---------------------- |
| Nr                     | Kolarz                             | Miejsce                |
| 151                    | Rigoberto Urán (COL)               | DNF-2                  |
| 152                    | Lawson Craddock (USA)              | DNF-6                  |
| 153                    | Mitchell Docker (AUS)              | 91.                    |
| 154                    | Daniel Felipe Martínez (COL) (ITT) | 18.                    |
| 155                    | Daniel McLay (GBR)                 | DNS-8                  |
| 156                    | Thomas Scully (NZL)                | 109.                   |
| 157                    | Tejay van Garderen (USA)           | 19.                    |

| Team Sunweb SUN | Team Sunweb SUN        | Team Sunweb SUN |
| --------------- | ---------------------- | --------------- |
| Nr              | Kolarz                 | Miejsce         |
| 161             | Michael Matthews (AUS) | DNF-1           |
| 162             | Jan Bakelants (BEL)    | 98.             |
| 163             | Roy Curvers (NED)      | DNF-8           |
| 164             | Wilco Kelderman (NED)  | 14.             |
| 165             | Casper Pedersen (DEN)  | 96.             |
| 166             | Martijn Tusveld (NED)  | DNF-1           |
| 167             | Louis Vervaeke (BEL)   | DNF-6           |

| Cofidis, Solutions Crédits COF | Cofidis, Solutions Crédits COF | Cofidis, Solutions Crédits COF |
| ------------------------------ | ------------------------------ | ------------------------------ |
| Nr                             | Kolarz                         | Miejsce                        |
| 171                            | Christophe Laporte (FRA)       | DNS-8                          |
| 172                            | Nicolas Edet (FRA)             | 40.                            |
| 173                            | Jesper Hansen (DEN)            | 67.                            |
| 174                            | Mathias Le Turnier (FRA)       | 72.                            |
| 175                            | Pierre-Luc Périchon (FRA)      | 66.                            |
| 176                            | Geoffrey Soupe (FRA)           | 112.                           |
| 177                            | Bert Van Lerberghe (BEL)       | 110.                           |

| Dimension Data TDD | Dimension Data TDD         | Dimension Data TDD |
| ------------------ | -------------------------- | ------------------ |
| Nr                 | Kolarz                     | Miejsce            |
| 181                | Mark Cavendish (GBR)       | DNF-2              |
| 182                | Lars Bak (DEN)             | DNF-6              |
| 183                | Edvald Boasson Hagen (NOR) | DNS-7              |
| 184                | Scott Davies (GBR)         | 52.                |
| 185                | Bernhard Eisel (AUT)       | 107.               |
| 186                | Louis Meintjes (RSA)       | DNF-2              |
| 187                | Julien Vermote (BEL)       | 118.               |

| CCC Team CPT | CCC Team CPT               | CCC Team CPT |
| ------------ | -------------------------- | ------------ |
| Nr           | Kolarz                     | Miejsce      |
| 191          | Amaro Antunes (POR)        | 29.          |
| 192          | William Barta (USA)        | 114.         |
| 193          | Víctor de la Parte (ESP)   | 43.          |
| 194          | Alessandro De Marchi (ITA) | 27.          |
| 195          | Jakub Mareczko (ITA)       | DNF-7        |
| 196          | Laurens ten Dam (NED)      | 44.          |
| 197          | Francisco Ventoso (ESP)    | DNF-6        |

| Direct Énergie TDE | Direct Énergie TDE      | Direct Énergie TDE |
| ------------------ | ----------------------- | ------------------ |
| Nr                 | Kolarz                  | Miejsce            |
| 201                | Lilian Calmejane (FRA)  | 16.                |
| 202                | Niccolò Bonifazio (ITA) | 105.               |
| 203                | Damien Gaudin (FRA)     | DNF-8              |
| 204                | Jonathan Hivert (FRA)   | 42.                |
| 205                | Adrien Petit (FRA)      | 101.               |
| 206                | Niki Terpstra (NED)     | 63.                |
| 207                | Anthony Turgis (FRA)    | 73.                |

| Vital Concept-B&B Hotels VCB | Vital Concept-B&B Hotels VCB | Vital Concept-B&B Hotels VCB |
| ---------------------------- | ---------------------------- | ---------------------------- |
| Nr                           | Kolarz                       | Miejsce                      |
| 211                          | Bryan Coquard (FRA)          | 86.                          |
| 212                          | Kris Boeckmans (BEL)         | 116.                         |
| 213                          | Cyril Gautier (FRA)          | 20.                          |
| 214                          | Patrick Müller (SUI)         | 90.                          |
| 215                          | Quentin Pacher (FRA)         | 45.                          |
| 216                          | Kévin Reza (FRA)             | DNF-8                        |
| 217                          | Arthur Vichot (FRA)          | DNF-7                        |

| Delko Marseille Provence DMP | Delko Marseille Provence DMP | Delko Marseille Provence DMP |
| ---------------------------- | ---------------------------- | ---------------------------- |
| Nr                           | Kolarz                       | Miejsce                      |
| 221                          | Romain Combaud (FRA)         | 53.                          |
| 222                          | Julien El Fares (FRA)        | 24.                          |
| 223                          | Alessandro Fedeli (ITA)      | 111.                         |
| 224                          | Mauro Finetto (ITA)          | 92.                          |
| 225                          | Eduard-Michael Grosu (ROU)   | 117.                         |
| 226                          | Ramūnas Navardauskas (LTU)   | DNF-8                        |
| 227                          | Evaldas Šiškevicius (LTU)    | 106.                         |

| Movistar Team MOV | Movistar Team MOV      | Movistar Team MOV |
| ----------------- | ---------------------- | ----------------- |
| Nr                | Kolarz                 | Miejsce           |
| 1                 | Marc Soler (ESP)       | 50.               |
| 2                 | Winner Anacona (COL)   | 33.               |
| 3                 | Héctor Carretero (ESP) | 77.               |
| 4                 | Imanol Erviti (ESP)    | 80.               |
| 5                 | Nairo Quintana (COL)   | 2.                |
| 6                 | Jürgen Roelandts (BEL) | 94.               |
| 7                 | Rafael Valls (ESP)     | DNF-6             |

| Mitchelton-Scott MTS | Mitchelton-Scott MTS         | Mitchelton-Scott MTS |
| -------------------- | ---------------------------- | -------------------- |
| Nr                   | Kolarz                       | Miejsce              |
| 11                   | Simon Yates (GBR)            | 25.                  |
| 12                   | Jack Bauer (NZL)             | 97.                  |
| 13                   | Esteban Chaves (COL)         | 51.                  |
| 14                   | Jack Haig (AUS)              | 4.                   |
| 15                   | Luka Mezgec (SLO)            | DNF-8                |
| 16                   | Mikel Nieve (ESP)            | 56.                  |
| 17                   | Matteo Trentin (ITA) (szosa) | 39.                  |

| Astana AST | Astana AST                   | Astana AST |
| ---------- | ---------------------------- | ---------- |
| Nr         | Kolarz                       | Miejsce    |
| 21         | Miguel Ángel López (COL)     | 28.        |
| 22         | Laurens De Vreese (BEL)      | 89.        |
| 23         | Hugo Houle (CAN)             | 23.        |
| 24         | Gorka Izagirre (ESP) (szosa) | DNF-2      |
| 25         | Ion Izagirre (ESP)           | 21.        |
| 26         | Magnus Cort Nielsen (DEN)    | 71.        |
| 27         | Luis León Sánchez (ESP)      | 9.         |

| Lotto-Soudal LTS | Lotto-Soudal LTS      | Lotto-Soudal LTS |
| ---------------- | --------------------- | ---------------- |
| Nr               | Kolarz                | Miejsce          |
| 31               | Caleb Ewan (AUS)      | DNS-7            |
| 32               | Jasper De Buyst (BEL) | DNF-1            |
| 33               | Thomas De Gendt (BEL) | 58.              |
| 34               | Adam Hansen (AUS)     | 68.              |
| 35               | Roger Kluge (GER)     | DNF-8            |
| 36               | Nikolas Maes (BEL)    | 100.             |
| 37               | Maxime Monfort (BEL)  | 30.              |

| Bahrain-Merida TBM | Bahrain-Merida TBM        | Bahrain-Merida TBM |
| ------------------ | ------------------------- | ------------------ |
| Nr                 | Kolarz                    | Miejsce            |
| 41                 | Domenico Pozzovivo (ITA)  | 26.                |
| 42                 | Sonny Colbrelli (ITA)     | 49.                |
| 43                 | Iván García Cortina (ESP) | 46.                |
| 44                 | Heinrich Haussler (AUS)   | 60.                |
| 45                 | Kristijan Koren (SLO)     | 69.                |
| 46                 | Domen Novak (SLO)         | DNF-3              |
| 47                 | Dylan Teuns (BEL)         | 17.                |

| Bora-Hansgrohe BOH | Bora-Hansgrohe BOH        | Bora-Hansgrohe BOH |
| ------------------ | ------------------------- | ------------------ |
| Nr                 | Kolarz                    | Miejsce            |
| 51                 | Patrick Konrad (AUT)      | 36.                |
| 52                 | Sam Bennett (IRL)         | DNF-7              |
| 53                 | Jean-Pierre Drucker (LUX) | DNF-8              |
| 54                 | Felix Großschartner (AUT) | 12.                |
| 55                 | Christoph Pfingsten (GER) | DNF-8              |
| 56                 | Paweł Poljański (POL)     | 47.                |
| 57                 | Michael Schwarzmann (GER) | DNF-8              |

| AG2R La Mondiale ALM | AG2R La Mondiale ALM    | AG2R La Mondiale ALM |
| -------------------- | ----------------------- | -------------------- |
| Nr                   | Kolarz                  | Miejsce              |
| 61                   | Romain Bardet (FRA)     | 5.                   |
| 62                   | Mikaël Cherel (FRA)     | 22.                  |
| 63                   | Benoît Cosnefroy (FRA)  | 79.                  |
| 64                   | Mathias Frank (SUI)     | DNF-7                |
| 65                   | Tony Gallopin (FRA)     | DNS-8                |
| 66                   | Oliver Naesen (BEL)     | 13.                  |
| 67                   | Stijn Vandenbergh (BEL) | 61.                  |

| Team Sky SKY | Team Sky SKY                     | Team Sky SKY |
| ------------ | -------------------------------- | ------------ |
| Nr           | Kolarz                           | Miejsce      |
| 71           | Egan Bernal (COL)                | 1.           |
| 72           | Tao Geoghegan Hart (GBR)         | 32.          |
| 73           | Sebastián Henao (COL)            | 57.          |
| 74           | Michał Kwiatkowski (POL) (szosa) | 3.           |
| 75           | Jhonatan Narváez (ECU)           | 81.          |
| 76           | Luke Rowe (GBR)                  | 104.         |
| 77           | Iván Sosa (COL)                  | 41.          |

| UAE Team Emirates UAD | UAE Team Emirates UAD    | UAE Team Emirates UAD |
| --------------------- | ------------------------ | --------------------- |
| Nr                    | Kolarz                   | Miejsce               |
| 81                    | Sergio Henao (COL)       | 31.                   |
| 82                    | Fabio Aru (ITA)          | DNF-3                 |
| 83                    | Sven Erik Bystrøm (NOR)  | 99.                   |
| 84                    | Alexander Kristoff (NOR) | DNS-8                 |
| 85                    | Marco Marcato (ITA)      | 62.                   |
| 86                    | Rory Sutherland (AUS)    | 113.                  |
| 87                    | Diego Ulissi (ITA)       | DNF-6                 |

| Trek-Segafredo TFS | Trek-Segafredo TFS      | Trek-Segafredo TFS |
| ------------------ | ----------------------- | ------------------ |
| Nr                 | Kolarz                  | Miejsce            |
| 91                 | John Degenkolb (GER)    | 75.                |
| 92                 | Julien Bernard (FRA)    | 34.                |
| 93                 | Giulio Ciccone (ITA)    | 37.                |
| 94                 | Koen de Kort (NED)      | 85.                |
| 95                 | Alex Kirsch (LUX)       | 76.                |
| 96                 | Jarlinson Pantano (COL) | 54.                |
| 97                 | Edward Theuns (BEL)     | 35.                |

| Groupama-FDJ GFC | Groupama-FDJ GFC          | Groupama-FDJ GFC |
| ---------------- | ------------------------- | ---------------- |
| Nr               | Kolarz                    | Miejsce          |
| 101              | Arnaud Démare (FRA)       | 70.              |
| 102              | Jacopo Guarnieri (ITA)    | 102.             |
| 103              | Ignatas Konovalovas (LTU) | 88.              |
| 104              | Olivier Le Gac (FRA)      | 84.              |
| 105              | Valentin Madouas (FRA)    | 11.              |
| 106              | Rudy Molard (FRA)         | 7.               |
| 107              | Ramon Sinkeldam (NED)     | 108.             |

| Deceuninck-Quick Step DQT | Deceuninck-Quick Step DQT       | Deceuninck-Quick Step DQT |
| ------------------------- | ------------------------------- | ------------------------- |
| Nr                        | Kolarz                          | Miejsce                   |
| 111                       | Bob Jungels (LUX) (szosa i ITT) | 8.                        |
| 112                       | Tim Declercq (BEL)              | 64.                       |
| 113                       | Philippe Gilbert (BEL)          | 15.                       |
| 114                       | Fabio Jakobsen (NED)            | DNF-6                     |
| 115                       | Iljo Keisse (BEL)               | 115.                      |
| 116                       | Fabio Sabatini (ITA)            | 103.                      |
| 117                       | Florian Sénéchal (FRA)          | DNF-8                     |

| Katusha-Alpecin TKA | Katusha-Alpecin TKA    | Katusha-Alpecin TKA |
| ------------------- | ---------------------- | ------------------- |
| Nr                  | Kolarz                 | Miejsce             |
| 121                 | Ilnur Zakarin (RUS)    | 10.                 |
| 122                 | Jens Debusschere (BEL) | DNF-7               |
| 123                 | Marco Haller (AUT)     | 93.                 |
| 124                 | Reto Hollenstein (SUI) | 82.                 |
| 125                 | Marcel Kittel (GER)    | DNF-4               |
| 126                 | Nils Politt (GER)      | 48.                 |
| 127                 | Simon Špilak (SLO)     | 59.                 |

| Arkéa-Samsic PCB | Arkéa-Samsic PCB     | Arkéa-Samsic PCB |
| ---------------- | -------------------- | ---------------- |
| Nr               | Kolarz               | Miejsce          |
| 131              | Warren Barguil (FRA) | DNF-2            |
| 132              | Maxime Bouet (FRA)   | DNF-2            |
| 133              | Élie Gesbert (FRA)   | 38.              |
| 134              | André Greipel (GER)  | 95.              |
| 135              | Amaël Moinard (FRA)  | 74.              |
| 136              | Laurent Pichon (FRA) | 83.              |
| 137              | Bram Welten (NED)    | DNF-7            |

| Team Jumbo-Visma TJV | Team Jumbo-Visma TJV        | Team Jumbo-Visma TJV |
| -------------------- | --------------------------- | -------------------- |
| Nr                   | Kolarz                      | Miejsce              |
| 141                  | Dylan Groenewegen (NED)     | DNS-7                |
| 142                  | George Bennett (NZL)        | 6.                   |
| 143                  | Pascal Eenkhoorn (NED)      | 78.                  |
| 144                  | Amund Grøndahl Jansen (NOR) | 87.                  |
| 145                  | Bert-Jan Lindeman (NED)     | 65.                  |
| 146                  | Mike Teunissen (NED)        | 55.                  |
| 147                  | Maarten Wynants (BEL)       | DNF-8                |

| EF Education First EF1 | EF Education First EF1             | EF Education First EF1 |
| ---------------------- | ---------------------------------- | ---------------------- |
| Nr                     | Kolarz                             | Miejsce                |
| 151                    | Rigoberto Urán (COL)               | DNF-2                  |
| 152                    | Lawson Craddock (USA)              | DNF-6                  |
| 153                    | Mitchell Docker (AUS)              | 91.                    |
| 154                    | Daniel Felipe Martínez (COL) (ITT) | 18.                    |
| 155                    | Daniel McLay (GBR)                 | DNS-8                  |
| 156                    | Thomas Scully (NZL)                | 109.                   |
| 157                    | Tejay van Garderen (USA)           | 19.                    |

| Team Sunweb SUN | Team Sunweb SUN        | Team Sunweb SUN |
| --------------- | ---------------------- | --------------- |
| Nr              | Kolarz                 | Miejsce         |
| 161             | Michael Matthews (AUS) | DNF-1           |
| 162             | Jan Bakelants (BEL)    | 98.             |
| 163             | Roy Curvers (NED)      | DNF-8           |
| 164             | Wilco Kelderman (NED)  | 14.             |
| 165             | Casper Pedersen (DEN)  | 96.             |
| 166             | Martijn Tusveld (NED)  | DNF-1           |
| 167             | Louis Vervaeke (BEL)   | DNF-6           |

| Cofidis, Solutions Crédits COF | Cofidis, Solutions Crédits COF | Cofidis, Solutions Crédits COF |
| ------------------------------ | ------------------------------ | ------------------------------ |
| Nr                             | Kolarz                         | Miejsce                        |
| 171                            | Christophe Laporte (FRA)       | DNS-8                          |
| 172                            | Nicolas Edet (FRA)             | 40.                            |
| 173                            | Jesper Hansen (DEN)            | 67.                            |
| 174                            | Mathias Le Turnier (FRA)       | 72.                            |
| 175                            | Pierre-Luc Périchon (FRA)      | 66.                            |
| 176                            | Geoffrey Soupe (FRA)           | 112.                           |
| 177                            | Bert Van Lerberghe (BEL)       | 110.                           |

| Dimension Data TDD | Dimension Data TDD         | Dimension Data TDD |
| ------------------ | -------------------------- | ------------------ |
| Nr                 | Kolarz                     | Miejsce            |
| 181                | Mark Cavendish (GBR)       | DNF-2              |
| 182                | Lars Bak (DEN)             | DNF-6              |
| 183                | Edvald Boasson Hagen (NOR) | DNS-7              |
| 184                | Scott Davies (GBR)         | 52.                |
| 185                | Bernhard Eisel (AUT)       | 107.               |
| 186                | Louis Meintjes (RSA)       | DNF-2              |
| 187                | Julien Vermote (BEL)       | 118.               |

| CCC Team CPT | CCC Team CPT               | CCC Team CPT |
| ------------ | -------------------------- | ------------ |
| Nr           | Kolarz                     | Miejsce      |
| 191          | Amaro Antunes (POR)        | 29.          |
| 192          | William Barta (USA)        | 114.         |
| 193          | Víctor de la Parte (ESP)   | 43.          |
| 194          | Alessandro De Marchi (ITA) | 27.          |
| 195          | Jakub Mareczko (ITA)       | DNF-7        |
| 196          | Laurens ten Dam (NED)      | 44.          |
| 197          | Francisco Ventoso (ESP)    | DNF-6        |

| Direct Énergie TDE | Direct Énergie TDE      | Direct Énergie TDE |
| ------------------ | ----------------------- | ------------------ |
| Nr                 | Kolarz                  | Miejsce            |
| 201                | Lilian Calmejane (FRA)  | 16.                |
| 202                | Niccolò Bonifazio (ITA) | 105.               |
| 203                | Damien Gaudin (FRA)     | DNF-8              |
| 204                | Jonathan Hivert (FRA)   | 42.                |
| 205                | Adrien Petit (FRA)      | 101.               |
| 206                | Niki Terpstra (NED)     | 63.                |
| 207                | Anthony Turgis (FRA)    | 73.                |

| Vital Concept-B&B Hotels VCB | Vital Concept-B&B Hotels VCB | Vital Concept-B&B Hotels VCB |
| ---------------------------- | ---------------------------- | ---------------------------- |
| Nr                           | Kolarz                       | Miejsce                      |
| 211                          | Bryan Coquard (FRA)          | 86.                          |
| 212                          | Kris Boeckmans (BEL)         | 116.                         |
| 213                          | Cyril Gautier (FRA)          | 20.                          |
| 214                          | Patrick Müller (SUI)         | 90.                          |
| 215                          | Quentin Pacher (FRA)         | 45.                          |
| 216                          | Kévin Reza (FRA)             | DNF-8                        |
| 217                          | Arthur Vichot (FRA)          | DNF-7                        |

| Delko Marseille Provence DMP | Delko Marseille Provence DMP | Delko Marseille Provence DMP |
| ---------------------------- | ---------------------------- | ---------------------------- |
| Nr                           | Kolarz                       | Miejsce                      |
| 221                          | Romain Combaud (FRA)         | 53.                          |
| 222                          | Julien El Fares (FRA)        | 24.                          |
| 223                          | Alessandro Fedeli (ITA)      | 111.                         |
| 224                          | Mauro Finetto (ITA)          | 92.                          |
| 225                          | Eduard-Michael Grosu (ROU)   | 117.                         |
| 226                          | Ramūnas Navardauskas (LTU)   | DNF-8                        |
| 227                          | Evaldas Šiškevicius (LTU)    | 106.                         |

## Etapy
| Etap | Data   | Start – Meta                                  | type                       | Dystans (km) | Zwycięzca etapu        | Lider              |
| ---- | ------ | --------------------------------------------- | -------------------------- | ------------ | ---------------------- | ------------------ |
| 1    | 10 mar | Saint-Germain-en-Laye – Saint-Germain-en-Laye | płaski                     | 138,5        | Dylan Groenewegen      | Dylan Groenewegen  |
| 2    | 11 mar | Les Bréviaires – Bellegarde                   | płaski                     | 163,5        | Dylan Groenewegen      | Dylan Groenewegen  |
| 3    | 12 mar | Cepoy – Moulins                               | płaski                     | 200          | Sam Bennett            | Dylan Groenewegen  |
| 4    | 13 mar | Vichy – Pélussin                              | pagórkowaty                | 210,5        | Magnus Cort Nielsen    | Michał Kwiatkowski |
| 5    | 14 mar | Barbentane – Barbentane                       | jazda indywidualna na czas | 25,5         | Simon Yates            | Michał Kwiatkowski |
| 6    | 15 mar | Peynier – Brignoles                           | pagórkowaty                | 210,5        | Sam Bennett            | Michał Kwiatkowski |
| 7    | 16 mar | Nicea – Col de Turini                         | górski                     | 181,5        | Daniel Felipe Martínez | Egan Bernal        |
| 8    | 17 mar | Nicea – Nicea                                 | górzysty                   | 110          | Ion Izagirre           | Egan Bernal        |

## Wyniki etapów

### Etap 1
| \| Klasyfikacja etapu \| Klasyfikacja etapu \| Klasyfikacja etapu \| Klasyfikacja etapu \| Klasyfikacja etapu \| \| Kolarz \| Kolarz \| Państwo \| Drużyna \| Czas \| \| ------------------ \| ------------------ \| ------------------ \| ------------------------ \| ------------------ \| \| 1. \| Dylan Groenewegen \| Holandia \| Team Jumbo-Visma \| 3h 17' 35" \| \| 2. \| Caleb Ewan \| Australia \| Lotto-Soudal \| + 0" \| \| 3. \| Fabio Jakobsen \| Holandia \| Deceuninck-Quick Step \| + 0" \| \| 4. \| Sam Bennett \| Irlandia \| Bora-Hansgrohe \| + 0" \| \| 5. \| John Degenkolb \| Niemcy \| Trek-Segafredo \| + 0" \| \| 6. \| Matteo Trentin \| Włochy \| Mitchelton-Scott \| + 0" \| \| 7. \| Arnaud Démare \| Francja \| Groupama-FDJ \| + 0" \| \| 8. \| Sonny Colbrelli \| Włochy \| Bahrain-Merida \| + 0" \| \| 9. \| Bryan Coquard \| Francja \| Vital Concept-B&B Hotels \| + 0" \| \| 10. \| Anthony Turgis \| Francja \| Direct Énergie \| + 0" \| |                   |           |                          |            |
| |                   |           |                          |            |
| Źródło: ProCyclingStats |                   |           |                          |            |
| Klasyfikacja etapu |                   |           |                          |            |
| Kolarz | Kolarz            | Państwo   | Drużyna                  | Czas       |
| 1. | Dylan Groenewegen | Holandia  | Team Jumbo-Visma         | 3h 17' 35" |
| 2. | Caleb Ewan        | Australia | Lotto-Soudal             | + 0"       |
| 3. | Fabio Jakobsen    | Holandia  | Deceuninck-Quick Step    | + 0"       |
| 4. | Sam Bennett       | Irlandia  | Bora-Hansgrohe           | + 0"       |
| 5. | John Degenkolb    | Niemcy    | Trek-Segafredo           | + 0"       |
| 6. | Matteo Trentin    | Włochy    | Mitchelton-Scott         | + 0"       |
| 7. | Arnaud Démare     | Francja   | Groupama-FDJ             | + 0"       |
| 8. | Sonny Colbrelli   | Włochy    | Bahrain-Merida           | + 0"       |
| 9. | Bryan Coquard     | Francja   | Vital Concept-B&B Hotels | + 0"       |
| 10. | Anthony Turgis    | Francja   | Direct Énergie           | + 0"       |

| \| Klasyfikacja generalna \| Klasyfikacja generalna \| Klasyfikacja generalna \| Klasyfikacja generalna \| Klasyfikacja generalna \| \| Kolarz \| Kolarz \| Państwo \| Drużyna \| Czas \| \| ---------------------- \| ---------------------- \| ---------------------- \| ---------------------- \| ---------------------- \| \| 1. \| Dylan Groenewegen \| Holandia \| Team Jumbo-Visma \| 3h 17' 35" \| \| 2. \| Caleb Ewan \| Australia \| Lotto-Soudal \| + 4" \| \| 3. \| Luis León Sánchez \| Hiszpania \| Astana \| + 5" \| \| 4. \| Michał Kwiatkowski \| Polska \| Team Sky \| + 5" \| \| 5. \| Fabio Jakobsen \| Holandia \| Deceuninck-Quick Step \| + 6" \| \| 6. \| Egan Bernal \| Kolumbia \| Team Sky \| + 9" \| \| 7. \| Rudy Molard \| Francja \| Groupama-FDJ \| + 9" \| \| 8. \| Sam Bennett \| Irlandia \| Bora-Hansgrohe \| + 10" \| \| 9. \| John Degenkolb \| Niemcy \| Trek-Segafredo \| + 10" \| \| 10. \| Matteo Trentin \| Włochy \| Mitchelton-Scott \| + 10" \| |                    |           |                       |            |
| |                    |           |                       |            |
| Źródło: ProCyclingStats |                    |           |                       |            |
| Klasyfikacja generalna |                    |           |                       |            |
| Kolarz | Kolarz             | Państwo   | Drużyna               | Czas       |
| 1. | Dylan Groenewegen  | Holandia  | Team Jumbo-Visma      | 3h 17' 35" |
| 2. | Caleb Ewan         | Australia | Lotto-Soudal          | + 4"       |
| 3. | Luis León Sánchez  | Hiszpania | Astana                | + 5"       |
| 4. | Michał Kwiatkowski | Polska    | Team Sky              | + 5"       |
| 5. | Fabio Jakobsen     | Holandia  | Deceuninck-Quick Step | + 6"       |
| 6. | Egan Bernal        | Kolumbia  | Team Sky              | + 9"       |
| 7. | Rudy Molard        | Francja   | Groupama-FDJ          | + 9"       |
| 8. | Sam Bennett        | Irlandia  | Bora-Hansgrohe        | + 10"      |
| 9. | John Degenkolb     | Niemcy    | Trek-Segafredo        | + 10"      |
| 10. | Matteo Trentin     | Włochy    | Mitchelton-Scott      | + 10"      |

### Etap 2
| \| Klasyfikacja etapu \| Klasyfikacja etapu \| Klasyfikacja etapu \| Klasyfikacja etapu \| Klasyfikacja etapu \| \| Kolarz \| Kolarz \| Państwo \| Drużyna \| Czas \| \| ------------------ \| ------------------- \| ------------------ \| --------------------- \| ------------------ \| \| 1. \| Dylan Groenewegen \| Holandia \| Team Jumbo-Visma \| 3h 14' 04" \| \| 2. \| Iván García Cortina \| Hiszpania \| Bahrain-Merida \| + 0" \| \| 3. \| Philippe Gilbert \| Belgia \| Deceuninck-Quick Step \| + 0" \| \| 4. \| Matteo Trentin \| Włochy \| Mitchelton-Scott \| + 0" \| \| 5. \| Michał Kwiatkowski \| Polska \| Team Sky \| + 0" \| \| 6. \| Luis León Sánchez \| Hiszpania \| Astana \| + 0" \| \| 7. \| Egan Bernal \| Kolumbia \| Team Sky \| + 0" \| \| 8. \| Arnaud Démare \| Francja \| Groupama-FDJ \| + 5" \| \| 9. \| André Greipel \| Niemcy \| Arkéa-Samsic \| + 5" \| \| 10. \| Mike Teunissen \| Holandia \| Team Jumbo-Visma \| + 5" \| |                     |           |                       |            |
| |                     |           |                       |            |
| Źródło: ProCyclingStats |                     |           |                       |            |
| Klasyfikacja etapu |                     |           |                       |            |
| Kolarz | Kolarz              | Państwo   | Drużyna               | Czas       |
| 1. | Dylan Groenewegen   | Holandia  | Team Jumbo-Visma      | 3h 14' 04" |
| 2. | Iván García Cortina | Hiszpania | Bahrain-Merida        | + 0"       |
| 3. | Philippe Gilbert    | Belgia    | Deceuninck-Quick Step | + 0"       |
| 4. | Matteo Trentin      | Włochy    | Mitchelton-Scott      | + 0"       |
| 5. | Michał Kwiatkowski  | Polska    | Team Sky              | + 0"       |
| 6. | Luis León Sánchez   | Hiszpania | Astana                | + 0"       |
| 7. | Egan Bernal         | Kolumbia  | Team Sky              | + 0"       |
| 8. | Arnaud Démare       | Francja   | Groupama-FDJ          | + 5"       |
| 9. | André Greipel       | Niemcy    | Arkéa-Samsic          | + 5"       |
| 10. | Mike Teunissen      | Holandia  | Team Jumbo-Visma      | + 5"       |

| \| Klasyfikacja generalna \| Klasyfikacja generalna \| Klasyfikacja generalna \| Klasyfikacja generalna \| Klasyfikacja generalna \| \| Kolarz \| Kolarz \| Państwo \| Drużyna \| Czas \| \| ---------------------- \| ---------------------- \| ---------------------- \| ---------------------- \| ---------------------- \| \| 1. \| Dylan Groenewegen \| Holandia \| Team Jumbo-Visma \| 6h 31' 19" \| \| 2. \| Michał Kwiatkowski \| Polska \| Team Sky \| + 12" \| \| 3. \| Luis León Sánchez \| Hiszpania \| Astana \| + 13" \| \| 4. \| Philippe Gilbert \| Belgia \| Deceuninck-Quick Step \| + 16" \| \| 5. \| Egan Bernal \| Kolumbia \| Team Sky \| + 19" \| \| 6. \| Matteo Trentin \| Włochy \| Mitchelton-Scott \| + 20" \| \| 7. \| Tony Gallopin \| Francja \| AG2R La Mondiale \| + 22" \| \| 8. \| Rudy Molard \| Francja \| Groupama-FDJ \| + 23" \| \| 9. \| Romain Bardet \| Francja \| AG2R La Mondiale \| + 23" \| \| 10. \| Oliver Naesen \| Belgia \| AG2R La Mondiale \| + 24" \| |                    |           |                       |            |
| |                    |           |                       |            |
| Źródło: ProCyclingStats |                    |           |                       |            |
| Klasyfikacja generalna |                    |           |                       |            |
| Kolarz | Kolarz             | Państwo   | Drużyna               | Czas       |
| 1. | Dylan Groenewegen  | Holandia  | Team Jumbo-Visma      | 6h 31' 19" |
| 2. | Michał Kwiatkowski | Polska    | Team Sky              | + 12"      |
| 3. | Luis León Sánchez  | Hiszpania | Astana                | + 13"      |
| 4. | Philippe Gilbert   | Belgia    | Deceuninck-Quick Step | + 16"      |
| 5. | Egan Bernal        | Kolumbia  | Team Sky              | + 19"      |
| 6. | Matteo Trentin     | Włochy    | Mitchelton-Scott      | + 20"      |
| 7. | Tony Gallopin      | Francja   | AG2R La Mondiale      | + 22"      |
| 8. | Rudy Molard        | Francja   | Groupama-FDJ          | + 23"      |
| 9. | Romain Bardet      | Francja   | AG2R La Mondiale      | + 23"      |
| 10. | Oliver Naesen      | Belgia    | AG2R La Mondiale      | + 24"      |

### Etap 3
| \| Klasyfikacja etapu \| Klasyfikacja etapu \| Klasyfikacja etapu \| Klasyfikacja etapu \| Klasyfikacja etapu \| \| Kolarz \| Kolarz \| Państwo \| Drużyna \| Czas \| \| ------------------ \| ------------------ \| ------------------ \| ------------------------ \| ------------------ \| \| 1. \| Sam Bennett \| Irlandia \| Bora-Hansgrohe \| 5h 16' 25" \| \| 2. \| Caleb Ewan \| Australia \| Lotto-Soudal \| + 0" \| \| 3. \| Fabio Jakobsen \| Holandia \| Deceuninck-Quick Step \| + 0" \| \| 4. \| Daniel McLay \| Wielka Brytania \| EF Education First \| + 0" \| \| 5. \| Bryan Coquard \| Francja \| Vital Concept-B&B Hotels \| + 0" \| \| 6. \| Niccolò Bonifazio \| Włochy \| Direct Énergie \| + 0" \| \| 7. \| Alexander Kristoff \| Norwegia \| UAE Team Emirates \| + 0" \| \| 8. \| Arnaud Démare \| Francja \| Groupama-FDJ \| + 0" \| \| 9. \| Dylan Groenewegen \| Holandia \| Team Jumbo-Visma \| + 0" \| \| 10. \| Edward Theuns \| Belgia \| Trek-Segafredo \| + 0" \| |                    |                 |                          |            |
| |                    |                 |                          |            |
| Źródło: ProCyclingStats |                    |                 |                          |            |
| Klasyfikacja etapu |                    |                 |                          |            |
| Kolarz | Kolarz             | Państwo         | Drużyna                  | Czas       |
| 1. | Sam Bennett        | Irlandia        | Bora-Hansgrohe           | 5h 16' 25" |
| 2. | Caleb Ewan         | Australia       | Lotto-Soudal             | + 0"       |
| 3. | Fabio Jakobsen     | Holandia        | Deceuninck-Quick Step    | + 0"       |
| 4. | Daniel McLay       | Wielka Brytania | EF Education First       | + 0"       |
| 5. | Bryan Coquard      | Francja         | Vital Concept-B&B Hotels | + 0"       |
| 6. | Niccolò Bonifazio  | Włochy          | Direct Énergie           | + 0"       |
| 7. | Alexander Kristoff | Norwegia        | UAE Team Emirates        | + 0"       |
| 8. | Arnaud Démare      | Francja         | Groupama-FDJ             | + 0"       |
| 9. | Dylan Groenewegen  | Holandia        | Team Jumbo-Visma         | + 0"       |
| 10. | Edward Theuns      | Belgia          | Trek-Segafredo           | + 0"       |

| \| Klasyfikacja generalna \| Klasyfikacja generalna \| Klasyfikacja generalna \| Klasyfikacja generalna \| Klasyfikacja generalna \| \| Kolarz \| Kolarz \| Państwo \| Drużyna \| Czas \| \| ---------------------- \| ---------------------- \| ---------------------- \| ---------------------- \| ---------------------- \| \| 1. \| Dylan Groenewegen \| Holandia \| Team Jumbo-Visma \| 11h 47' 44" \| \| 2. \| Michał Kwiatkowski \| Polska \| Team Sky \| + 6" \| \| 3. \| Luis León Sánchez \| Hiszpania \| Astana \| + 11" \| \| 4. \| Philippe Gilbert \| Belgia \| Deceuninck-Quick Step \| + 16" \| \| 5. \| Egan Bernal \| Kolumbia \| Team Sky \| + 17" \| \| 6. \| Matteo Trentin \| Włochy \| Mitchelton-Scott \| + 20" \| \| 7. \| Tony Gallopin \| Francja \| AG2R La Mondiale \| + 21" \| \| 8. \| Rudy Molard \| Francja \| Groupama-FDJ \| + 23" \| \| 9. \| Romain Bardet \| Francja \| AG2R La Mondiale \| + 23" \| \| 10. \| Oliver Naesen \| Belgia \| AG2R La Mondiale \| + 24" \| |                    |           |                       |             |
| |                    |           |                       |             |
| Źródło: ProCyclingStats |                    |           |                       |             |
| Klasyfikacja generalna |                    |           |                       |             |
| Kolarz | Kolarz             | Państwo   | Drużyna               | Czas        |
| 1. | Dylan Groenewegen  | Holandia  | Team Jumbo-Visma      | 11h 47' 44" |
| 2. | Michał Kwiatkowski | Polska    | Team Sky              | + 6"        |
| 3. | Luis León Sánchez  | Hiszpania | Astana                | + 11"       |
| 4. | Philippe Gilbert   | Belgia    | Deceuninck-Quick Step | + 16"       |
| 5. | Egan Bernal        | Kolumbia  | Team Sky              | + 17"       |
| 6. | Matteo Trentin     | Włochy    | Mitchelton-Scott      | + 20"       |
| 7. | Tony Gallopin      | Francja   | AG2R La Mondiale      | + 21"       |
| 8. | Rudy Molard        | Francja   | Groupama-FDJ          | + 23"       |
| 9. | Romain Bardet      | Francja   | AG2R La Mondiale      | + 23"       |
| 10. | Oliver Naesen      | Belgia    | AG2R La Mondiale      | + 24"       |

### Etap 4

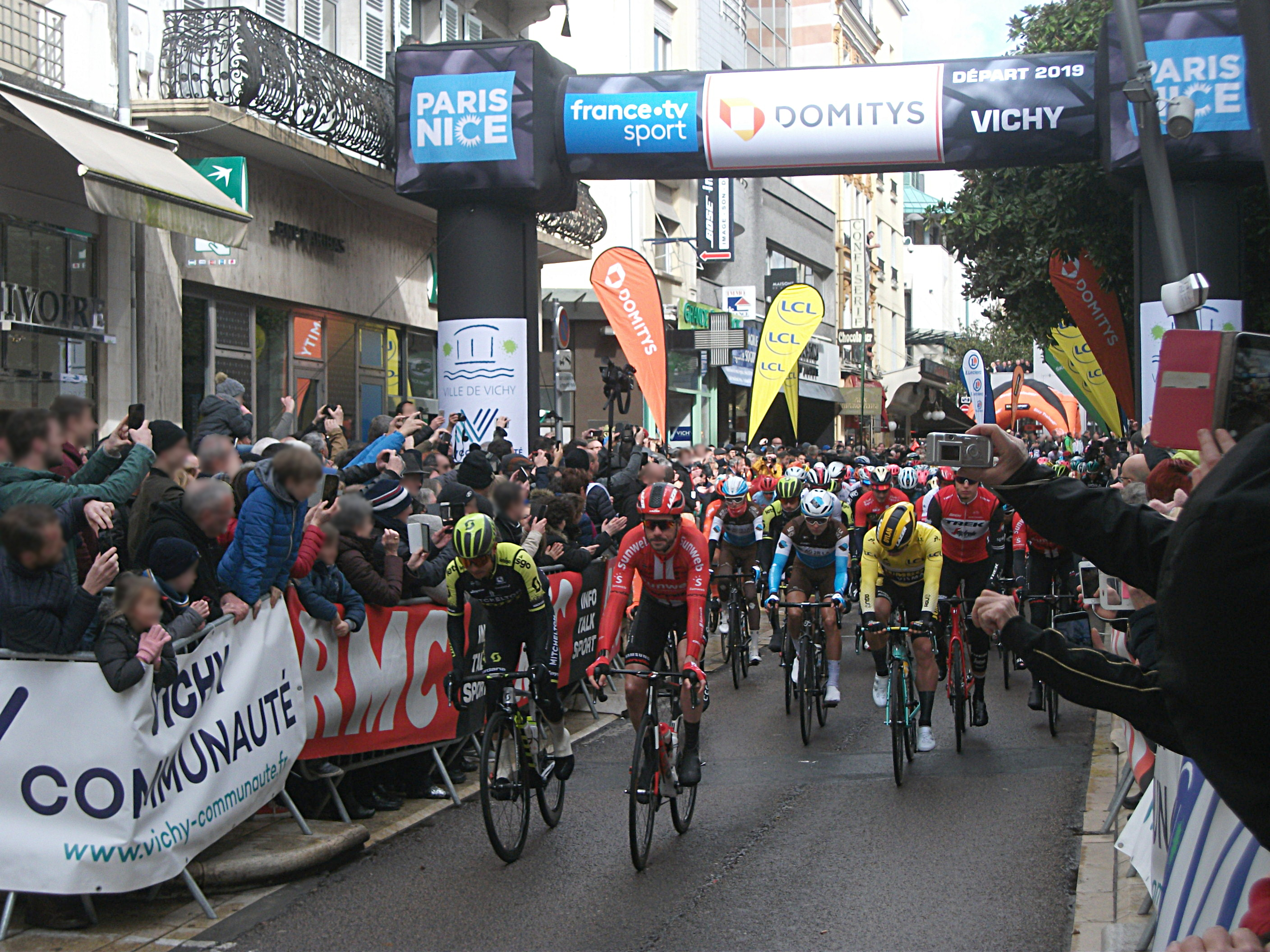
Start czwartego etapu

| \| Klasyfikacja etapu \| Klasyfikacja etapu \| Klasyfikacja etapu \| Klasyfikacja etapu \| Klasyfikacja etapu \| \| Kolarz \| Kolarz \| Państwo \| Drużyna \| Czas \| \| ------------------ \| -------------------- \| ------------------ \| --------------------- \| ------------------ \| \| 1. \| Magnus Cort Nielsen \| Dania \| Astana \| 5h 03' 49" \| \| 2. \| Thomas De Gendt \| Belgia \| Lotto-Soudal \| + 7" \| \| 3. \| Giulio Ciccone \| Włochy \| Trek-Segafredo \| + 13" \| \| 4. \| Alessandro De Marchi \| Włochy \| CCC Team \| + 18" \| \| 5. \| Lilian Calmejane \| Francja \| Direct Énergie \| + 48" \| \| 6. \| Valentin Madouas \| Francja \| Groupama-FDJ \| + 48" \| \| 7. \| Sonny Colbrelli \| Włochy \| Bahrain-Merida \| + 48" \| \| 8. \| Matteo Trentin \| Włochy \| Mitchelton-Scott \| + 48" \| \| 9. \| Philippe Gilbert \| Belgia \| Deceuninck-Quick Step \| + 48" \| \| 10. \| Michał Kwiatkowski \| Polska \| Team Sky \| + 48" \| |                      |         |                       |            |
| |                      |         |                       |            |
| Źródło: ProCyclingStats |                      |         |                       |            |
| Klasyfikacja etapu |                      |         |                       |            |
| Kolarz | Kolarz               | Państwo | Drużyna               | Czas       |
| 1. | Magnus Cort Nielsen  | Dania   | Astana                | 5h 03' 49" |
| 2. | Thomas De Gendt      | Belgia  | Lotto-Soudal          | + 7"       |
| 3. | Giulio Ciccone       | Włochy  | Trek-Segafredo        | + 13"      |
| 4. | Alessandro De Marchi | Włochy  | CCC Team              | + 18"      |
| 5. | Lilian Calmejane     | Francja | Direct Énergie        | + 48"      |
| 6. | Valentin Madouas     | Francja | Groupama-FDJ          | + 48"      |
| 7. | Sonny Colbrelli      | Włochy  | Bahrain-Merida        | + 48"      |
| 8. | Matteo Trentin       | Włochy  | Mitchelton-Scott      | + 48"      |
| 9. | Philippe Gilbert     | Belgia  | Deceuninck-Quick Step | + 48"      |
| 10. | Michał Kwiatkowski   | Polska  | Team Sky              | + 48"      |

| \| Klasyfikacja generalna \| Klasyfikacja generalna \| Klasyfikacja generalna \| Klasyfikacja generalna \| Klasyfikacja generalna \| \| Kolarz \| Kolarz \| Państwo \| Drużyna \| Czas \| \| ---------------------- \| ---------------------- \| ---------------------- \| ---------------------- \| ---------------------- \| \| 1. \| Michał Kwiatkowski \| Polska \| Team Sky \| 16h 52' 27" \| \| 2. \| Luis León Sánchez \| Hiszpania \| Astana \| + 5" \| \| 3. \| Philippe Gilbert \| Belgia \| Deceuninck-Quick Step \| + 10" \| \| 4. \| Egan Bernal \| Kolumbia \| Team Sky \| + 11" \| \| 5. \| Matteo Trentin \| Włochy \| Mitchelton-Scott \| + 14" \| \| 6. \| Tony Gallopin \| Francja \| AG2R La Mondiale \| + 15" \| \| 7. \| Rudy Molard \| Francja \| Groupama-FDJ \| + 17" \| \| 8. \| Romain Bardet \| Francja \| AG2R La Mondiale \| + 17" \| \| 9. \| Oliver Naesen \| Belgia \| AG2R La Mondiale \| + 18" \| \| 10. \| Felix Großschartner \| Austria \| Bora-Hansgrohe \| + 18" \| |                     |           |                       |             |
| |                     |           |                       |             |
| Źródło: ProCyclingStats |                     |           |                       |             |
| Klasyfikacja generalna |                     |           |                       |             |
| Kolarz | Kolarz              | Państwo   | Drużyna               | Czas        |
| 1. | Michał Kwiatkowski  | Polska    | Team Sky              | 16h 52' 27" |
| 2. | Luis León Sánchez   | Hiszpania | Astana                | + 5"        |
| 3. | Philippe Gilbert    | Belgia    | Deceuninck-Quick Step | + 10"       |
| 4. | Egan Bernal         | Kolumbia  | Team Sky              | + 11"       |
| 5. | Matteo Trentin      | Włochy    | Mitchelton-Scott      | + 14"       |
| 6. | Tony Gallopin       | Francja   | AG2R La Mondiale      | + 15"       |
| 7. | Rudy Molard         | Francja   | Groupama-FDJ          | + 17"       |
| 8. | Romain Bardet       | Francja   | AG2R La Mondiale      | + 17"       |
| 9. | Oliver Naesen       | Belgia    | AG2R La Mondiale      | + 18"       |
| 10. | Felix Großschartner | Austria   | Bora-Hansgrohe        | + 18"       |

### Etap 5
| \| Klasyfikacja etapu \| Klasyfikacja etapu \| Klasyfikacja etapu \| Klasyfikacja etapu \| Klasyfikacja etapu \| \| Kolarz \| Kolarz \| Państwo \| Drużyna \| Czas \| \| ------------------ \| ---------------------- \| ------------------ \| ------------------ \| ------------------ \| \| 1. \| Simon Yates \| Wielka Brytania \| Mitchelton-Scott \| 30' 26" \| \| 2. \| Nils Politt \| Niemcy \| Katusha-Alpecin \| + 7" \| \| 3. \| Michał Kwiatkowski \| Polska \| Team Sky \| + 11" \| \| 4. \| Tejay van Garderen \| Stany Zjednoczone \| EF Education First \| + 15" \| \| 5. \| Daniel Felipe Martínez \| Kolumbia \| EF Education First \| + 15" \| \| 6. \| Egan Bernal \| Kolumbia \| Team Sky \| + 15" \| \| 7. \| Lawson Craddock \| Stany Zjednoczone \| EF Education First \| + 15" \| \| 8. \| Thomas Scully \| Nowa Zelandia \| EF Education First \| + 27" \| \| 9. \| Marc Soler \| Hiszpania \| Movistar Team \| + 30" \| \| 10. \| Luis León Sánchez \| Hiszpania \| Astana \| + 30" \| |                        |                   |                    |         |
| |                        |                   |                    |         |
| Źródło: ProCyclingStats |                        |                   |                    |         |
| Klasyfikacja etapu |                        |                   |                    |         |
| Kolarz | Kolarz                 | Państwo           | Drużyna            | Czas    |
| 1. | Simon Yates            | Wielka Brytania   | Mitchelton-Scott   | 30' 26" |
| 2. | Nils Politt            | Niemcy            | Katusha-Alpecin    | + 7"    |
| 3. | Michał Kwiatkowski     | Polska            | Team Sky           | + 11"   |
| 4. | Tejay van Garderen     | Stany Zjednoczone | EF Education First | + 15"   |
| 5. | Daniel Felipe Martínez | Kolumbia          | EF Education First | + 15"   |
| 6. | Egan Bernal            | Kolumbia          | Team Sky           | + 15"   |
| 7. | Lawson Craddock        | Stany Zjednoczone | EF Education First | + 15"   |
| 8. | Thomas Scully          | Nowa Zelandia     | EF Education First | + 27"   |
| 9. | Marc Soler             | Hiszpania         | Movistar Team      | + 30"   |
| 10. | Luis León Sánchez      | Hiszpania         | Astana             | + 30"   |

| \| Klasyfikacja generalna \| Klasyfikacja generalna \| Klasyfikacja generalna \| Klasyfikacja generalna \| Klasyfikacja generalna \| \| Kolarz \| Kolarz \| Państwo \| Drużyna \| Czas \| \| ---------------------- \| ---------------------- \| ---------------------- \| ---------------------- \| ---------------------- \| \| 1. \| Michał Kwiatkowski \| Polska \| Team Sky \| 17h 23' 04" \| \| 2. \| Egan Bernal \| Kolumbia \| Team Sky \| + 15" \| \| 3. \| Luis León Sánchez \| Hiszpania \| Astana \| + 24" \| \| 4. \| Wilco Kelderman \| Holandia \| Team Sunweb \| + 57" \| \| 5. \| Bob Jungels \| Luksemburg \| Deceuninck-Quick Step \| + 57" \| \| 6. \| Nairo Quintana \| Kolumbia \| Movistar Team \| + 1' 01" \| \| 7. \| Felix Großschartner \| Austria \| Bora-Hansgrohe \| + 1' 05" \| \| 8. \| Jack Haig \| Australia \| Mitchelton-Scott \| + 1' 15" \| \| 9. \| Rudy Molard \| Francja \| Groupama-FDJ \| + 1' 18" \| \| 10. \| Romain Bardet \| Francja \| AG2R La Mondiale \| + 1' 21" \| |                     |            |                       |             |
| |                     |            |                       |             |
| Źródło: ProCyclingStats |                     |            |                       |             |
| Klasyfikacja generalna |                     |            |                       |             |
| Kolarz | Kolarz              | Państwo    | Drużyna               | Czas        |
| 1. | Michał Kwiatkowski  | Polska     | Team Sky              | 17h 23' 04" |
| 2. | Egan Bernal         | Kolumbia   | Team Sky              | + 15"       |
| 3. | Luis León Sánchez   | Hiszpania  | Astana                | + 24"       |
| 4. | Wilco Kelderman     | Holandia   | Team Sunweb           | + 57"       |
| 5. | Bob Jungels         | Luksemburg | Deceuninck-Quick Step | + 57"       |
| 6. | Nairo Quintana      | Kolumbia   | Movistar Team         | + 1' 01"    |
| 7. | Felix Großschartner | Austria    | Bora-Hansgrohe        | + 1' 05"    |
| 8. | Jack Haig           | Australia  | Mitchelton-Scott      | + 1' 15"    |
| 9. | Rudy Molard         | Francja    | Groupama-FDJ          | + 1' 18"    |
| 10. | Romain Bardet       | Francja    | AG2R La Mondiale      | + 1' 21"    |

### Etap 6
| \| Klasyfikacja etapu \| Klasyfikacja etapu \| Klasyfikacja etapu \| Klasyfikacja etapu \| Klasyfikacja etapu \| \| Kolarz \| Kolarz \| Państwo \| Drużyna \| Czas \| \| ------------------ \| ------------------ \| ------------------ \| ------------------------ \| ------------------ \| \| 1. \| Sam Bennett \| Irlandia \| Bora-Hansgrohe \| 4h 12' 35" \| \| 2. \| Arnaud Démare \| Francja \| Groupama-FDJ \| + 0" \| \| 3. \| Matteo Trentin \| Włochy \| Mitchelton-Scott \| + 0" \| \| 4. \| John Degenkolb \| Niemcy \| Trek-Segafredo \| + 0" \| \| 5. \| Bryan Coquard \| Francja \| Vital Concept-B&B Hotels \| + 0" \| \| 6. \| Anthony Turgis \| Francja \| Direct Énergie \| + 0" \| \| 7. \| Florian Sénéchal \| Francja \| Deceuninck-Quick Step \| + 0" \| \| 8. \| Oliver Naesen \| Belgia \| AG2R La Mondiale \| + 0" \| \| 9. \| Alexander Kristoff \| Norwegia \| UAE Team Emirates \| + 0" \| \| 10. \| Egan Bernal \| Kolumbia \| Team Sky \| + 0" \| |                    |          |                          |            |
| |                    |          |                          |            |
| Źródło: ProCyclingStats |                    |          |                          |            |
| Klasyfikacja etapu |                    |          |                          |            |
| Kolarz | Kolarz             | Państwo  | Drużyna                  | Czas       |
| 1. | Sam Bennett        | Irlandia | Bora-Hansgrohe           | 4h 12' 35" |
| 2. | Arnaud Démare      | Francja  | Groupama-FDJ             | + 0"       |
| 3. | Matteo Trentin     | Włochy   | Mitchelton-Scott         | + 0"       |
| 4. | John Degenkolb     | Niemcy   | Trek-Segafredo           | + 0"       |
| 5. | Bryan Coquard      | Francja  | Vital Concept-B&B Hotels | + 0"       |
| 6. | Anthony Turgis     | Francja  | Direct Énergie           | + 0"       |
| 7. | Florian Sénéchal   | Francja  | Deceuninck-Quick Step    | + 0"       |
| 8. | Oliver Naesen      | Belgia   | AG2R La Mondiale         | + 0"       |
| 9. | Alexander Kristoff | Norwegia | UAE Team Emirates        | + 0"       |
| 10. | Egan Bernal        | Kolumbia | Team Sky                 | + 0"       |

| \| Klasyfikacja generalna \| Klasyfikacja generalna \| Klasyfikacja generalna \| Klasyfikacja generalna \| Klasyfikacja generalna \| \| Kolarz \| Kolarz \| Państwo \| Drużyna \| Czas \| \| ---------------------- \| ---------------------- \| ---------------------- \| ---------------------- \| ---------------------- \| \| 1. \| Michał Kwiatkowski \| Polska \| Team Sky \| 21h 35' 36" \| \| 2. \| Egan Bernal \| Kolumbia \| Team Sky \| + 18" \| \| 3. \| Luis León Sánchez \| Hiszpania \| Astana \| + 22" \| \| 4. \| Wilco Kelderman \| Holandia \| Team Sunweb \| + 1' 00" \| \| 5. \| Bob Jungels \| Luksemburg \| Deceuninck-Quick Step \| + 1' 00" \| \| 6. \| Nairo Quintana \| Kolumbia \| Movistar Team \| + 1' 04" \| \| 7. \| Felix Großschartner \| Austria \| Bora-Hansgrohe \| + 1' 08" \| \| 8. \| Jack Haig \| Australia \| Mitchelton-Scott \| + 1' 17" \| \| 9. \| Rudy Molard \| Francja \| Groupama-FDJ \| + 1' 21" \| \| 10. \| Romain Bardet \| Francja \| AG2R La Mondiale \| + 1' 24" \| |                     |            |                       |             |
| |                     |            |                       |             |
| Źródło: ProCyclingStats |                     |            |                       |             |
| Klasyfikacja generalna |                     |            |                       |             |
| Kolarz | Kolarz              | Państwo    | Drużyna               | Czas        |
| 1. | Michał Kwiatkowski  | Polska     | Team Sky              | 21h 35' 36" |
| 2. | Egan Bernal         | Kolumbia   | Team Sky              | + 18"       |
| 3. | Luis León Sánchez   | Hiszpania  | Astana                | + 22"       |
| 4. | Wilco Kelderman     | Holandia   | Team Sunweb           | + 1' 00"    |
| 5. | Bob Jungels         | Luksemburg | Deceuninck-Quick Step | + 1' 00"    |
| 6. | Nairo Quintana      | Kolumbia   | Movistar Team         | + 1' 04"    |
| 7. | Felix Großschartner | Austria    | Bora-Hansgrohe        | + 1' 08"    |
| 8. | Jack Haig           | Australia  | Mitchelton-Scott      | + 1' 17"    |
| 9. | Rudy Molard         | Francja    | Groupama-FDJ          | + 1' 21"    |
| 10. | Romain Bardet       | Francja    | AG2R La Mondiale      | + 1' 24"    |

### Etap 7
| \| Klasyfikacja etapu \| Klasyfikacja etapu \| Klasyfikacja etapu \| Klasyfikacja etapu \| Klasyfikacja etapu \| \| Kolarz \| Kolarz \| Państwo \| Drużyna \| Czas \| \| ------------------ \| ---------------------- \| ------------------ \| -------------------------- \| ------------------ \| \| 1. \| Daniel Felipe Martínez \| Kolumbia \| EF Education First \| 4h 55' 49" \| \| 2. \| Miguel Ángel López \| Kolumbia \| Astana \| + 6" \| \| 3. \| Nicolas Edet \| Francja \| Cofidis, Solutions Crédits \| + 20" \| \| 4. \| Simon Yates \| Wielka Brytania \| Mitchelton-Scott \| + 20" \| \| 5. \| Jonathan Hivert \| Francja \| Direct Énergie \| + 55" \| \| 6. \| Giulio Ciccone \| Włochy \| Trek-Segafredo \| + 2' 03" \| \| 7. \| Julien El Fares \| Francja \| Delko Marseille Provence \| + 2' 03" \| \| 8. \| Sergio Henao \| Kolumbia \| UAE Team Emirates \| + 2' 08" \| \| 9. \| Víctor de la Parte \| Hiszpania \| CCC Team \| + 2' 13" \| \| 10. \| Alessandro De Marchi \| Włochy \| CCC Team \| + 2' 15" \| |                        |                 |                            |            |
| |                        |                 |                            |            |
| Źródło: ProCyclingStats |                        |                 |                            |            |
| Klasyfikacja etapu |                        |                 |                            |            |
| Kolarz | Kolarz                 | Państwo         | Drużyna                    | Czas       |
| 1. | Daniel Felipe Martínez | Kolumbia        | EF Education First         | 4h 55' 49" |
| 2. | Miguel Ángel López     | Kolumbia        | Astana                     | + 6"       |
| 3. | Nicolas Edet           | Francja         | Cofidis, Solutions Crédits | + 20"      |
| 4. | Simon Yates            | Wielka Brytania | Mitchelton-Scott           | + 20"      |
| 5. | Jonathan Hivert        | Francja         | Direct Énergie             | + 55"      |
| 6. | Giulio Ciccone         | Włochy          | Trek-Segafredo             | + 2' 03"   |
| 7. | Julien El Fares        | Francja         | Delko Marseille Provence   | + 2' 03"   |
| 8. | Sergio Henao           | Kolumbia        | UAE Team Emirates          | + 2' 08"   |
| 9. | Víctor de la Parte     | Hiszpania       | CCC Team                   | + 2' 13"   |
| 10. | Alessandro De Marchi   | Włochy          | CCC Team                   | + 2' 15"   |

| \| Klasyfikacja generalna \| Klasyfikacja generalna \| Klasyfikacja generalna \| Klasyfikacja generalna \| Klasyfikacja generalna \| \| Kolarz \| Kolarz \| Państwo \| Drużyna \| Czas \| \| ---------------------- \| ---------------------- \| ---------------------- \| ---------------------- \| ---------------------- \| \| 1. \| Egan Bernal \| Kolumbia \| Team Sky \| 26h 35' 26" \| \| 2. \| Philippe Gilbert \| Belgia \| Deceuninck-Quick Step \| + 45" \| \| 3. \| Nairo Quintana \| Kolumbia \| Movistar Team \| + 46" \| \| 4. \| Michał Kwiatkowski \| Polska \| Team Sky \| + 1' 03" \| \| 5. \| Jack Haig \| Australia \| Mitchelton-Scott \| + 1' 21" \| \| 6. \| Romain Bardet \| Francja \| AG2R La Mondiale \| + 1' 45" \| \| 7. \| George Bennett \| Nowa Zelandia \| Team Jumbo-Visma \| + 2' 20" \| \| 8. \| Ilnur Zakarin \| Rosja \| Katusha-Alpecin \| + 2' 52" \| \| 9. \| Rudy Molard \| Francja \| Groupama-FDJ \| + 3' 02" \| \| 10. \| Bob Jungels \| Luksemburg \| Deceuninck-Quick Step \| + 3' 06" \| |                    |               |                       |             |
| |                    |               |                       |             |
| Źródło: ProCyclingStats |                    |               |                       |             |
| Klasyfikacja generalna |                    |               |                       |             |
| Kolarz | Kolarz             | Państwo       | Drużyna               | Czas        |
| 1. | Egan Bernal        | Kolumbia      | Team Sky              | 26h 35' 26" |
| 2. | Philippe Gilbert   | Belgia        | Deceuninck-Quick Step | + 45"       |
| 3. | Nairo Quintana     | Kolumbia      | Movistar Team         | + 46"       |
| 4. | Michał Kwiatkowski | Polska        | Team Sky              | + 1' 03"    |
| 5. | Jack Haig          | Australia     | Mitchelton-Scott      | + 1' 21"    |
| 6. | Romain Bardet      | Francja       | AG2R La Mondiale      | + 1' 45"    |
| 7. | George Bennett     | Nowa Zelandia | Team Jumbo-Visma      | + 2' 20"    |
| 8. | Ilnur Zakarin      | Rosja         | Katusha-Alpecin       | + 2' 52"    |
| 9. | Rudy Molard        | Francja       | Groupama-FDJ          | + 3' 02"    |
| 10. | Bob Jungels        | Luksemburg    | Deceuninck-Quick Step | + 3' 06"    |

### Etap 8
| \| Klasyfikacja etapu \| Klasyfikacja etapu \| Klasyfikacja etapu \| Klasyfikacja etapu \| Klasyfikacja etapu \| \| Kolarz \| Kolarz \| Państwo \| Drużyna \| Czas \| \| ------------------ \| ---------------------- \| ------------------ \| ------------------ \| ------------------ \| \| 1. \| Ion Izagirre \| Hiszpania \| Astana \| 2h 41' 10" \| \| 2. \| Oliver Naesen \| Belgia \| AG2R La Mondiale \| + 18" \| \| 3. \| Wilco Kelderman \| Holandia \| Team Sunweb \| + 18" \| \| 4. \| Daniel Felipe Martínez \| Kolumbia \| EF Education First \| + 18" \| \| 5. \| Felix Großschartner \| Austria \| Bora-Hansgrohe \| + 18" \| \| 6. \| Domenico Pozzovivo \| Włochy \| Bahrain-Merida \| + 18" \| \| 7. \| Luis León Sánchez \| Hiszpania \| Astana \| + 18" \| \| 8. \| Simon Yates \| Wielka Brytania \| Mitchelton-Scott \| + 20" \| \| 9. \| Tejay van Garderen \| Stany Zjednoczone \| EF Education First \| + 20" \| \| 10. \| Nairo Quintana \| Kolumbia \| Movistar Team \| + 22" \| |                        |                   |                    |            |
| |                        |                   |                    |            |
| Źródło: ProCyclingStats |                        |                   |                    |            |
| Klasyfikacja etapu |                        |                   |                    |            |
| Kolarz | Kolarz                 | Państwo           | Drużyna            | Czas       |
| 1. | Ion Izagirre           | Hiszpania         | Astana             | 2h 41' 10" |
| 2. | Oliver Naesen          | Belgia            | AG2R La Mondiale   | + 18"      |
| 3. | Wilco Kelderman        | Holandia          | Team Sunweb        | + 18"      |
| 4. | Daniel Felipe Martínez | Kolumbia          | EF Education First | + 18"      |
| 5. | Felix Großschartner    | Austria           | Bora-Hansgrohe     | + 18"      |
| 6. | Domenico Pozzovivo     | Włochy            | Bahrain-Merida     | + 18"      |
| 7. | Luis León Sánchez      | Hiszpania         | Astana             | + 18"      |
| 8. | Simon Yates            | Wielka Brytania   | Mitchelton-Scott   | + 20"      |
| 9. | Tejay van Garderen     | Stany Zjednoczone | EF Education First | + 20"      |
| 10. | Nairo Quintana         | Kolumbia          | Movistar Team      | + 22"      |

## Klasyfikacje końcowe

### Klasyfikacja generalna

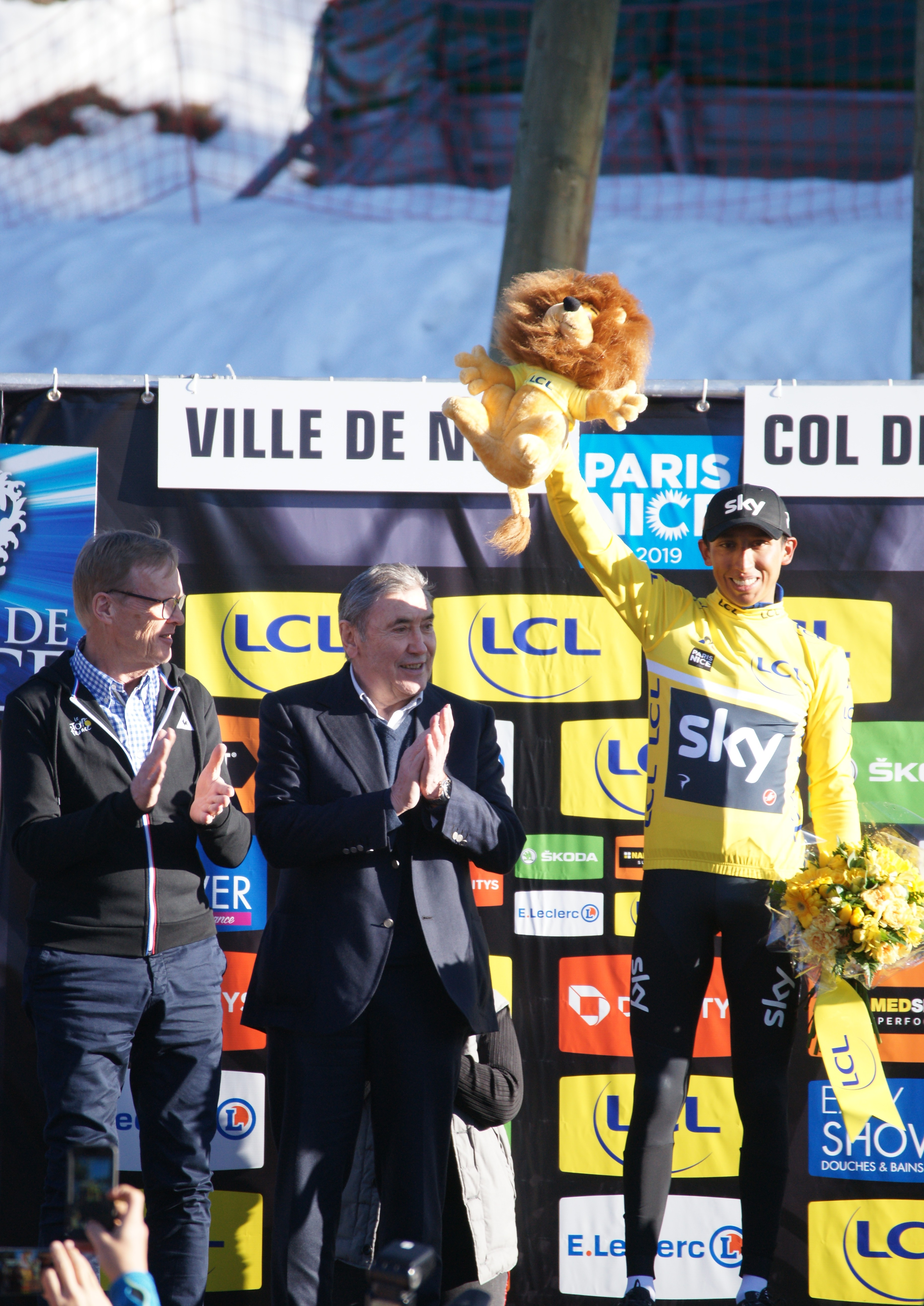
Egan Bernal w żółtej koszulce lidera klasyfikacji generalnej

| \| Klasyfikacja generalna \| Klasyfikacja generalna \| Klasyfikacja generalna \| Klasyfikacja generalna \| Klasyfikacja generalna \| \| Kolarz \| Kolarz \| Państwo \| Drużyna \| Czas \| \| ---------------------- \| ---------------------- \| ---------------------- \| ---------------------- \| ---------------------- \| \| 1. \| Egan Bernal \| Kolumbia \| Team Sky \| 29h 17' 02" \| \| 2. \| Nairo Quintana \| Kolumbia \| Movistar Team \| + 39" \| \| 3. \| Michał Kwiatkowski \| Polska \| Team Sky \| + 1' 03" \| \| 4. \| Jack Haig \| Australia \| Mitchelton-Scott \| + 1' 21" \| \| 5. \| Romain Bardet \| Francja \| AG2R La Mondiale \| + 1' 45" \| \| 6. \| George Bennett \| Nowa Zelandia \| Team Jumbo-Visma \| + 2' 20" \| \| 7. \| Rudy Molard \| Francja \| Groupama-FDJ \| + 3' 02" \| \| 8. \| Bob Jungels \| Luksemburg \| Deceuninck-Quick Step \| + 3' 06" \| \| 9. \| Luis León Sánchez \| Hiszpania \| Astana \| + 3' 12" \| \| 10. \| Ilnur Zakarin \| Rosja \| Katusha-Alpecin \| + 4' 07" \| |                    |               |                       |             |
| |                    |               |                       |             |
| Źródło: ProCyclingStats |                    |               |                       |             |
| Klasyfikacja generalna |                    |               |                       |             |
| Kolarz | Kolarz             | Państwo       | Drużyna               | Czas        |
| 1. | Egan Bernal        | Kolumbia      | Team Sky              | 29h 17' 02" |
| 2. | Nairo Quintana     | Kolumbia      | Movistar Team         | + 39"       |
| 3. | Michał Kwiatkowski | Polska        | Team Sky              | + 1' 03"    |
| 4. | Jack Haig          | Australia     | Mitchelton-Scott      | + 1' 21"    |
| 5. | Romain Bardet      | Francja       | AG2R La Mondiale      | + 1' 45"    |
| 6. | George Bennett     | Nowa Zelandia | Team Jumbo-Visma      | + 2' 20"    |
| 7. | Rudy Molard        | Francja       | Groupama-FDJ          | + 3' 02"    |
| 8. | Bob Jungels        | Luksemburg    | Deceuninck-Quick Step | + 3' 06"    |
| 9. | Luis León Sánchez  | Hiszpania     | Astana                | + 3' 12"    |
| 10. | Ilnur Zakarin      | Rosja         | Katusha-Alpecin       | + 4' 07"    |

### Klasyfikacja punktowa

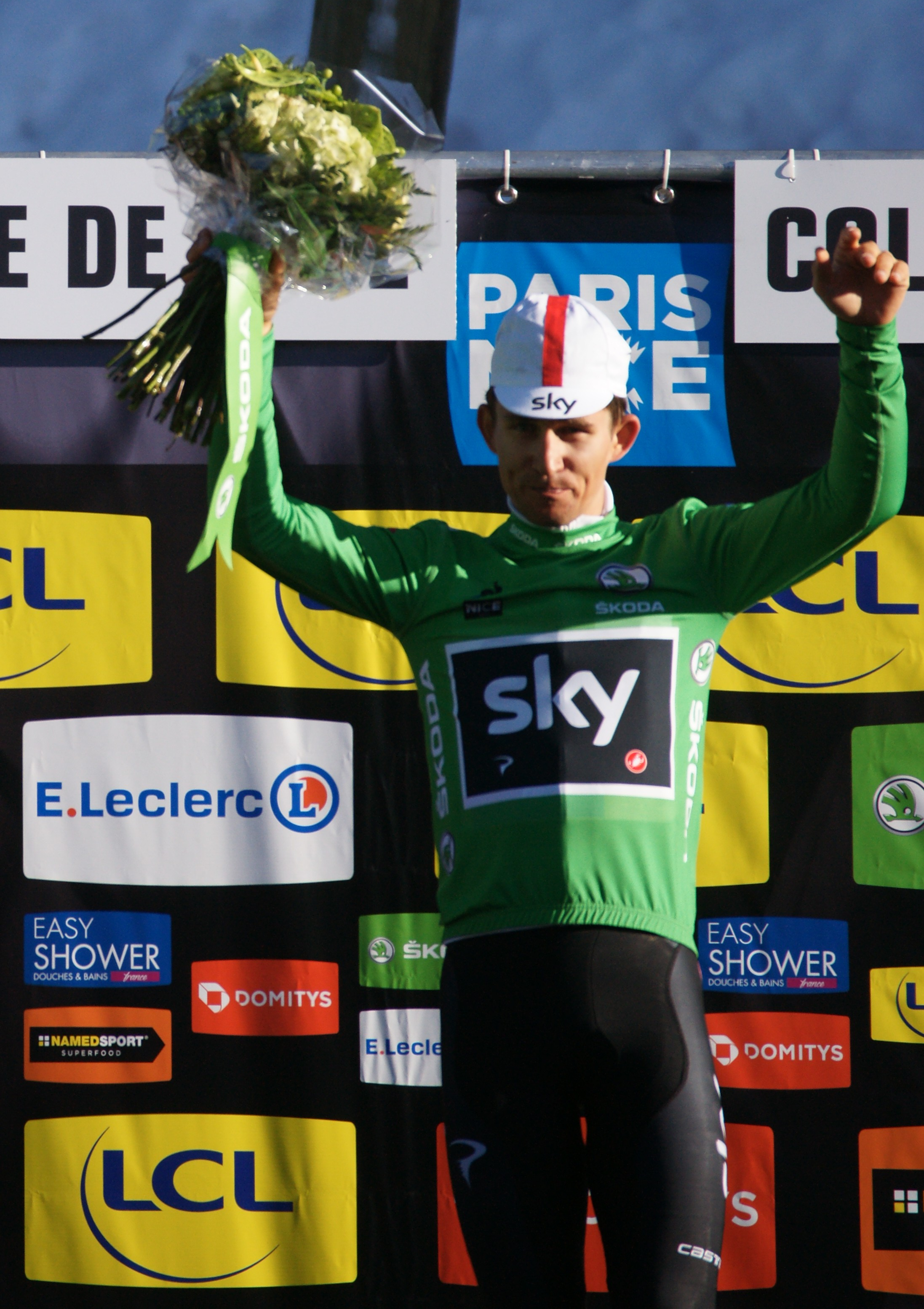
Michał Kwiatkowski w zielonej koszulce lidera klasyfikacji punktowej

| Klasyfikacja punktowa | Klasyfikacja punktowa  | Klasyfikacja punktowa | Klasyfikacja punktowa | Klasyfikacja punktowa |
| Kolarz                | Kolarz                 | Państwo               | Drużyna               | Punkty                |
| --------------------- | ---------------------- | --------------------- | --------------------- | --------------------- |
| 1.                    | Michał Kwiatkowski     | Polska                | Team Sky              | 33 pkt                |
| 2.                    | Daniel Felipe Martínez | Kolumbia              | EF Education First    | 28 pkt                |
| 3.                    | Simon Yates            | Wielka Brytania       | Mitchelton-Scott      | 25 pkt                |
| 4.                    | Luis León Sánchez      | Hiszpania             | Astana                | 24 pkt                |
| 5.                    | Matteo Trentin         | Włochy                | Mitchelton-Scott      | 24 pkt                |
| 6.                    | Arnaud Démare          | Francja               | Groupama-FDJ          | 22 pkt                |
| 7.                    | Magnus Cort Nielsen    | Dania                 | Astana                | 18 pkt                |
| 8.                    | Ion Izagirre           | Hiszpania             | Astana                | 18 pkt                |
| 9.                    | Philippe Gilbert       | Belgia                | Deceuninck-Quick Step | 16 pkt                |
| 10.                   | Oliver Naesen          | Belgia                | AG2R La Mondiale      | 16 pkt                |

### Klasyfikacja górska
| Klasyfikacja górska | Klasyfikacja górska    | Klasyfikacja górska | Klasyfikacja górska | Klasyfikacja górska |
| Kolarz              | Kolarz                 | Państwo             | Drużyna             | Punkty              |
| ------------------- | ---------------------- | ------------------- | ------------------- | ------------------- |
| 1.                  | Thomas De Gendt        | Belgia              | Lotto-Soudal        | 76 pkt              |
| 2.                  | Alessandro De Marchi   | Włochy              | CCC Team            | 43 pkt              |
| 3.                  | Nairo Quintana         | Kolumbia            | Movistar Team       | 25 pkt              |
| 4.                  | Matteo Trentin         | Włochy              | Mitchelton-Scott    | 16 pkt              |
| 5.                  | Ion Izagirre           | Hiszpania           | Astana              | 16 pkt              |
| 6.                  | Tejay van Garderen     | Stany Zjednoczone   | EF Education First  | 16 pkt              |
| 7.                  | Miguel Ángel López     | Kolumbia            | Astana              | 15 pkt              |
| 8.                  | Daniel Felipe Martínez | Kolumbia            | EF Education First  | 14 pkt              |
| 9.                  | Luis León Sánchez      | Hiszpania           | Astana              | 12 pkt              |
| 10.                 | Giulio Ciccone         | Włochy              | Trek-Segafredo      | 12 pkt              |

### Klasyfikacja młodzieżowa

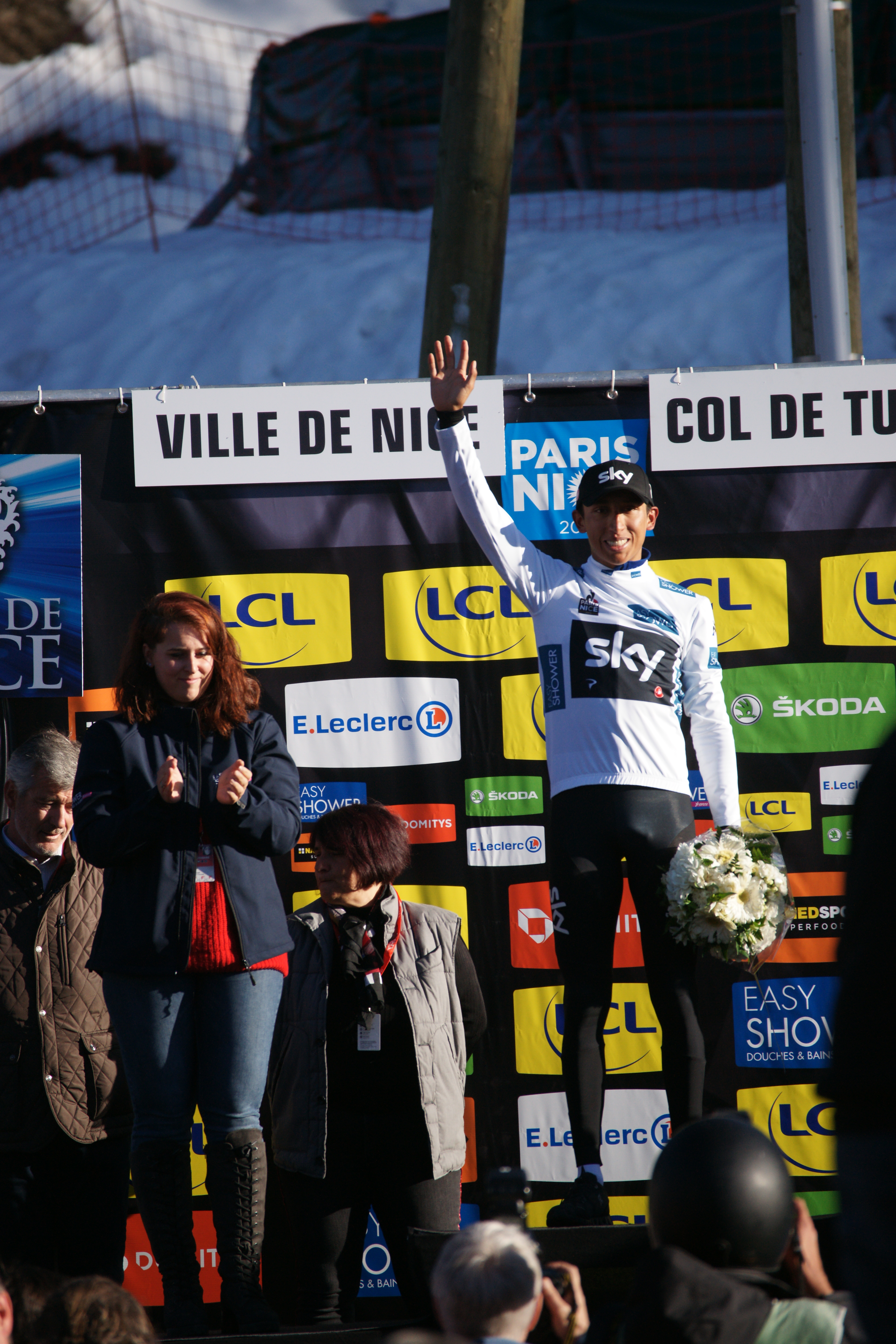
Egan Bernal w białej koszulce lidera klasyfikacji młodzieżowej

| Klasyfikacja młodzieżowa | Klasyfikacja młodzieżowa | Klasyfikacja młodzieżowa | Klasyfikacja młodzieżowa | Klasyfikacja młodzieżowa |
| Kolarz                   | Kolarz                   | Państwo                  | Drużyna                  | Czas                     |
| ------------------------ | ------------------------ | ------------------------ | ------------------------ | ------------------------ |
| 1.                       | Egan Bernal              | Kolumbia                 | Team Sky                 | 29h 17' 02"              |
| 2.                       | Valentin Madouas         | Francja                  | Groupama-FDJ             | + 4' 07"                 |
| 3.                       | Daniel Felipe Martínez   | Kolumbia                 | EF Education First       | + 9' 27"                 |
| 4.                       | Miguel Ángel López       | Kolumbia                 | Astana                   | + 23' 44"                |
| 5.                       | Tao Geoghegan Hart       | Wielka Brytania          | Team Sky                 | + 26' 23"                |
| 6.                       | Giulio Ciccone           | Włochy                   | Trek-Segafredo           | + 30' 21"                |
| 7.                       | Élie Gesbert             | Francja                  | Arkéa-Samsic             | + 30' 24"                |
| 8.                       | Iván Sosa                | Kolumbia                 | Team Sky                 | + 31' 57"                |
| 9.                       | Iván García Cortina      | Hiszpania                | Bahrain-Merida           | + 36' 47"                |
| 10.                      | Nils Politt              | Niemcy                   | Katusha-Alpecin          | + 37' 22"                |

### Klasyfikacja drużynowa
| Klasyfikacja drużynowa | Klasyfikacja drużynowa | Klasyfikacja drużynowa | Klasyfikacja drużynowa |
| Drużyna                | Drużyna                | Państwo                | Czas                   |
| ---------------------- | ---------------------- | ---------------------- | ---------------------- |
| 1.                     | Sky                    | Wielka Brytania        | 87h 57' 51"            |
| 2.                     | Astana                 | Kazachstan             | + 9' 46"               |
| 3.                     | AG2R La Mondiale       | Francja                | + 10' 25"              |
| 4.                     | Mitchelton-Scott       | Australia              | + 15' 27"              |
| 5.                     | Bahrain-Merida         | Bahrajn                | + 17' 18"              |
| 6.                     | Movistar Team          | Hiszpania              | + 33' 16"              |
| 7.                     | Direct Énergie         | Francja                | + 40' 19"              |
| 8.                     | Groupama-FDJ           | Francja                | + 41' 41"              |
| 9.                     | Trek-Segafredo         | Stany Zjednoczone      | + 42' 18"              |
| 10.                    | Deceuninck-Quick Step  | Belgia                 | + 43' 46"              |

## Liderzy klasyfikacji po poszczególnych etapach
| Etap                 | Zwycięzca etapu        | Generalna          | Punktowa           | Górska          | Młodzieżowa | Drużynowa          |
| -------------------- | ---------------------- | ------------------ | ------------------ | --------------- | ----------- | ------------------ |
| 1                    | Dylan Groenewegen      | Dylan Groenewegen  | Dylan Groenewegen  | Damien Gaudin   | Caleb Ewan  | Bora-Hansgrohe     |
| 2                    | Dylan Groenewegen      | Dylan Groenewegen  | Dylan Groenewegen  | Damien Gaudin   | Egan Bernal | Team Jumbo-Visma   |
| 3                    | Sam Bennett            | Dylan Groenewegen  | Dylan Groenewegen  | Damien Gaudin   | Egan Bernal | Team Jumbo-Visma   |
| 4                    | Magnus Cort Nielsen    | Michał Kwiatkowski | Dylan Groenewegen  | Thomas De Gendt | Egan Bernal | Astana Pro Team    |
| 5                    | Simon Yates            | Michał Kwiatkowski | Dylan Groenewegen  | Thomas De Gendt | Egan Bernal | EF Education First |
| 6                    | Sam Bennett            | Michał Kwiatkowski | Sam Bennett        | Thomas De Gendt | Egan Bernal | Team Sky           |
| 7                    | Daniel Felipe Martínez | Egan Bernal        | Michał Kwiatkowski | Thomas De Gendt | Egan Bernal | Team Sky           |
| 8                    | Ion Izagirre           | Egan Bernal        | Michał Kwiatkowski | Thomas De Gendt | Egan Bernal | Team Sky           |
| Klasyfikacje końcowe | Klasyfikacje końcowe   | Egan Bernal        | Michał Kwiatkowski | Thomas De Gendt | Egan Bernal | Team Sky           |